# (34575) 2000 SH327
2000 SH327 (asteroide 34575) é um asteroide da cintura principal. Possui uma excentricidade de 0.21724110 e uma inclinação de 13.62653º.
Este asteroide foi descoberto no dia 29 de setembro de 2000 por NEAT em Haleakala.